# Heaven (Niall Horan)
Heaven is een nummer van de Ierse zanger Niall Horan. Het is de eerste single van zijn derde studioalbum The Show uit 2023. Op 17 februari dat jaar werd het nummer op single uitgebracht.

## Achtergrond
Horan legt in een interview met Rolling Stone uit waar het nummer over gaat: "Er is zoveel druk voor mensen om op een bepaalde leeftijd bepaalde doelen te halen - je trouwt op deze leeftijd, koopt een huis op die leeftijd, krijgt kinderen op een andere leeftijd. Maar ik heb me nooit aan die ideeën aangepast, en daarom wilde ik schrijven over hoe we ons allemaal zouden moeten concentreren op het genieten van ons leven en doen wat goed voelt, in plaats van ons zorgen te maken over wat er van ons zou kunnen worden verwacht". De zanger heeft naar eigen zeggen die verwachtingen zelf losgelaten naarmate hij ouder werd.
"Heaven" werd in diverse landen een hit. Zo bereikte de single de vierde positie in Horans thuisland Ierland. In het Verenigd Koninkrijk werd de zestiende positie bereikt in de UK Singles Chart, Australië de dertigste, Nieuw-Zeeland de 34e, Japan de tiende, Zweden de 54e, Noorwegen de twintigste en Canada de 31e en de VS de 62e positie.
In Nederland was de single in week 8 van 2023 Alarmschijf op Qmusic en werd een hit. De single bereikte de achtste positie in de Nederlandse Top 40, de 22e positie in de Single Top 100 en de derde positie in de 538 Top 50. De single werd veelvuldig gedraaid op NPO Radio 2 en NPO 3FM.
In België bereikte de single de negentiende positie in de Vlaamse Ultratop 50 en de 27e positie in de Vlaamse Radio 2 Top 30. In Wallonië werd de 29e positie bereikt.

### NPO Radio 2 Top 2000
Heaven stond in 2024 voor het eerst in de NPO Radio 2 Top 2000, op plek 1004.